# Knutsufsene
Die Knutsufsene sind mehrere kleine und nach Norden ausgerichtete Felsvorsprünge im ostantarktischen Königin-Maud-Land. Sie ragen 8 km östlich des Deildegasten im südwestlichen Teil des Otto-von-Gruber-Gebirges im Wohlthatmassiv auf.
Entdeckt und kartiert wurden sie bei der Deutschen Antarktischen Expedition 1938/39 unter der Leitung des Polarforschers Alfred Ritscher. Norwegische Kartographen, die sie auch benannten, nahmen anhand von Luftaufnahmen und Vermessungen der Dritten Norwegischen Antarktisexpedition (1956–1960) eine neuerliche Kartierung vor. Namensgeber ist Knut Ødegaard, Funker bei letzterer Forschungsreise zwischen 1958 und 1959.